# Cologania parviflora
Cologania parviflora là một loài thực vật có hoa trong họ Đậu. Loài này được V.M. Badillo miêu tả khoa học đầu tiên năm 1989.